# Eukoenenia singhi
Eukoenenia singhi is een spinnensoort in de taxonomische indeling van de Palpigradi.
Het dier komt uit het geslacht Eukoenenia. Eukoenenia singhi werd in 1989 beschreven door Condé.